# Taryn Marler
Taryn Marler (Brisbane, 1º settembre 1988) è un'attrice australiana, principalmente nota per il ruolo di Sophie Benjamin nella serie australiana H2O e per quello di Rachel Samuels in Blue Water High.

## Biografia
Taryn Marler si avvicina alla recitazione in giovane età. A 4 anni, inizia a seguire lezioni di ballo, tip tap e jazz, per una durata di tre anni. Successivamente, si dedica all'arte, soprattutto alla pittura e al disegno. Dopo la prima rappresentazione teatrale a scuola, a 11 anni decide di voler recitare.
Una volta compiuti 12 anni, si iscrive ad una agenzia e inizia a fare alcuni provini. Nel 2005, dopo il diploma, ottiene la parte di Rachel Samuels nella seconda stagione della serie televisiva Blue Water High e si trasferisce sei mesi a Sydney per le riprese. Nel 2006, recita nel cortometraggio Car Pool e appare brevemente in alcune serie televisive, come la britannica Heartbeat. Nel 2009 entra a far parte del cast della terza stagione del telefilm H2O, nel quale interpreta la sorella di Will, Sophie. Nella seconda stagione della serie aveva anche interpretato Julia adolescente.

## Filmografia

### Cinema
- In Her Skin, regia di Simone North (2009)

### Televisione
- Blue Water High – serie TV, 26 episodi (2006)
- Car Pool, regia di Martha Goddard – cortometraggio (2006)
- Heartbeat – serie TV, episodi sconosciuti (2006)
- H2O (H2O: Just Add Water) – serie TV, 22 episodi (2008-2010)

## Doppiatrici italiane
Nelle versioni in italiano dei suoi film, Taryn Marler è stata doppiata da:
- Letizia Scifoni in Blue Water High
- Francesca Manicone in H2O